# Cousinia
Cousinia es un género poli-filético de plantas con flores perteneciente a la familia de las asteráceas.
Comprende 1071 especies descritas, y de estas, solo 687 aceptadas, por lo que constituyr uno de los géneros más prolífico de la familia. Se distribuye por las zonas desérticas y áridas del centro y oeste de Asia.
- Nota: el género se integra en un «Grupo Arctium», pues los límites entre los 2 taxones solo se establecen sobre la base de caracteres moleculares, cromosómicos y palinológicos, que contradicen los caracteres morfológicos y es probable que los 4 taxones del «Grupo Arctium» (Arctium, Cousinia, Schmalhausenia y Hypacanthium) tendrán que ser profundamente redefinidos.[5]

## Descripción
Son hierbas o arbustillos, bienales o perennes de hojas divididas o no, con margen espinoso o espinuloso y a menudo decurrentes o semiamplexicaules. Los capítulos, solitarios o numerosos, glabros o lanudos, se organizan en racimos paniculados o corimbosos. El involucro es desde esférico hasta cilíndrico, con brácteas coriáceas imbricadas con espina apical. El receptáculo está cubierto de páleas retorcidas. Los flósculos son de color rojo, purpúreo, rosado o amarillo. El fruto es un aquenio obovoide a obcónico, glabro, comprimido lateralmente, con 2-5 costillas altas, a menudo aladas, ocasionalmente rugoso o arrugado y con la placa apical, muy pequeña y sin nectario, de reborde a veces denticulado. El vilano es raramente ausente y, cuando existe es caduco y está constituido por 3 filas de cerdas escabridas, las exteriores mucho más cortas que las interiores.

## Taxonomía
El género fue descrito por Alexandre Henri Gabriel de Cassini y publicado en Dictionnaire des Sciences Naturelles (Second edition), vol. 47, p. 503 en 1827.

## Especies seleccionadas
- Cousinia abolinii Tscherneva
- Cousinia abbreviata Kult. ex Tscherneva
- Cousinia acanthoblephara Rech.f. & Gilli
- Cousinia acanthodendron Rech.f. & Podlech
- Cousinia adenophora Juz.
- Cousinia angreni Juz.
- Cousinia butkovii Tscherneva & Vved.
- Cousinia dshisakensis Kult.
- Cousinia hermonis Boiss.
- Cousinia pterocaulos (C.A.Mey.) Rech.f.[2]